# Simone Arrigoni
Simone Arrigoni, comte de Valsassina (Milan, 1463 - 1507), était un homme politique italien.

## Biographie
Ancien conseiller de Ludovic Sforza, il est nommé gouverneur de Lecco en 1499 par Louis XII de France, qui vient d'être capturé par Sforza.
En 1504, il tente de se libérer et de devenir indépendant, mais il est capturé et exécuté en 1507, à l'âge de 44 ans « Sur la place du château, vêtu de velours brun et d'un collier d'or, il a été descendu, puis écartelé et placé aux portes de Milan ».